# Arsenie Boca
Arsenie Boca, né Zian Boca à Vața de Sus (județ de Hunedoara) le 29 septembre 1910 et mort à Sinaia le 28 novembre 1989, représente aujourd’hui un des plus grands maitres spirituels que la Roumanie du XXe siècle ait connus. Prêtre de l'Église orthodoxe roumaine, moine, théologien, médecin, écrivain, fresquiste, traducteur, peintre, tout au long de la vie, Arsenie Boca fut très recherché par la population en quête de spiritualité, le sens de la vie, la résolution de leurs problèmes personnels ou professionnels et de réponse à leurs questions existentielles. 
Le professeur universitaire Dr Constantin Necula dans un livre publié en 2012 fait un recueil sur la personnalité et la dimension spirituelle d'Arsenie Boca et sur la manière dont il a marqué l'histoire et la spiritualité de la Roumanie contemporaine. Il est considéré par certaines sources comme le plus grand maître spirituel qu'ait connu la Roumanie au XXe siècle.

## Biographie
Arsenie Boca est né le 29 septembre 1910 à Vața de Sus, Hunedoara, Romania, d'une famille simple de paysans, Joseph et Cristina, mais très croyants, sous le nom de Zian Boca. Il fait ses études jusqu'à 1929 au lycée orthodoxe Avram Iancu à Brad, où il est diplômé avec mention de mérite (meilleur élève).
La même année, il entre à l'académie de théologie de Sibiu, où il est remarqué par ses enseignants comme un étudiant d'élite. En 1933, après avoir terminé les cours en théologie, grâce à une bourse octroyée par le métropolite Nicolae Balan, il part étudier à l'Institut des Beaux-Arts de Bucarest. Parallèlement à ces cours, il suit, à la faculté de médecine, ceux du professeur Francis Rainer et étudie les mystiques chrétiens auprès du professeur Nichifor Crainic de Bucarest.
À cette époque, le professeur Costin Petrescu lui commande une représentation de Michel Ier le Brave. En septembre 1935, selon les archives de l'archevêché de Sibiu, il est ordonné ipodiacre et ensuite ordonné diacre célibataire (cf. Père Veniamin Tohaneanu),.
En 1939, il est envoyé par le métropolite Balan au mont Athos afin d'obtenir certains manuscrits de la Philocalie en roumain et grec; pendant ce voyage, il vit une expérience spirituelle profonde, qui sera importante dans son chemin vers le monachisme. Pendant son voyage au mont Athos, il a fait l'expérience de la spiritualité athonite en faisant un carème pendant 40 jours.  
En 1940 il est ordonné diacre et reçoit la tonsure et l'ordre sacré, prenant le nom d'Arsenie. Deux ans plus tard, il est nommé starets (abbé) au monastère Sambata de Sus (Brâncoveanu).
En 1944 il part en Bessarabie, à Chisinau (aujourd’hui le pays de Moldavie), pour apprendre la peinture et l’iconographie. Il retourne au pays au printemps du 1945.
Il est emprisonné en mai 1945 pendant l'occupation de la Roumanie par l'armée soviétique, accusé comme légionnaire, et torturé par la Securitate. Mis en liberté après deux semaines de détention et gardé en surveillance continue durant les trois années qui ont suivi, il a déménagé au monastère de Prislop, sous l’ordonnancement de son métropolite. Il est appelé abbé de ce monastère, qui en 1950 devient un couvent. De nouveau arrêté par la Securitate et accusé d'avoir aidé les anti-communistes des monts Făgăraș, il revient à Prislop après avoir purgé une peine de 14 mois de prison en travaux forcés au canal Danube-mer Noire. Il a été arrêté à plusieurs reprises par la Securitate entre 1950 et 1959.  

En 1959, par ordre politique, le monastère de Prislop est aboli, les religieuses sont bannies et ses supérieurs religieux, sous l’emprise des autorités politiques, lui interdissent de servir comme abbé ou prêtre. Il fut donc réprimandé de ses attributs de prêtre, en subissant une interdiction d’effectuer la sainte liturgie ou tout autre service religieux, interdiction qui est restée en place jusqu’à la fin de ses jours. Le bâtiment fut transformé en maison pour les aînés jusqu'en 1976, date de la réouverture du monastère. De plus, il est accusé d'irrégularités financières dans la gestion du monastère (accusations dont il ne sera blanchi qu'en 1998, après sa mort) et exilé à Bucarest, où il est autorisé à effectuer des peintures d'églises afin de pourvoir à sa subsistance.

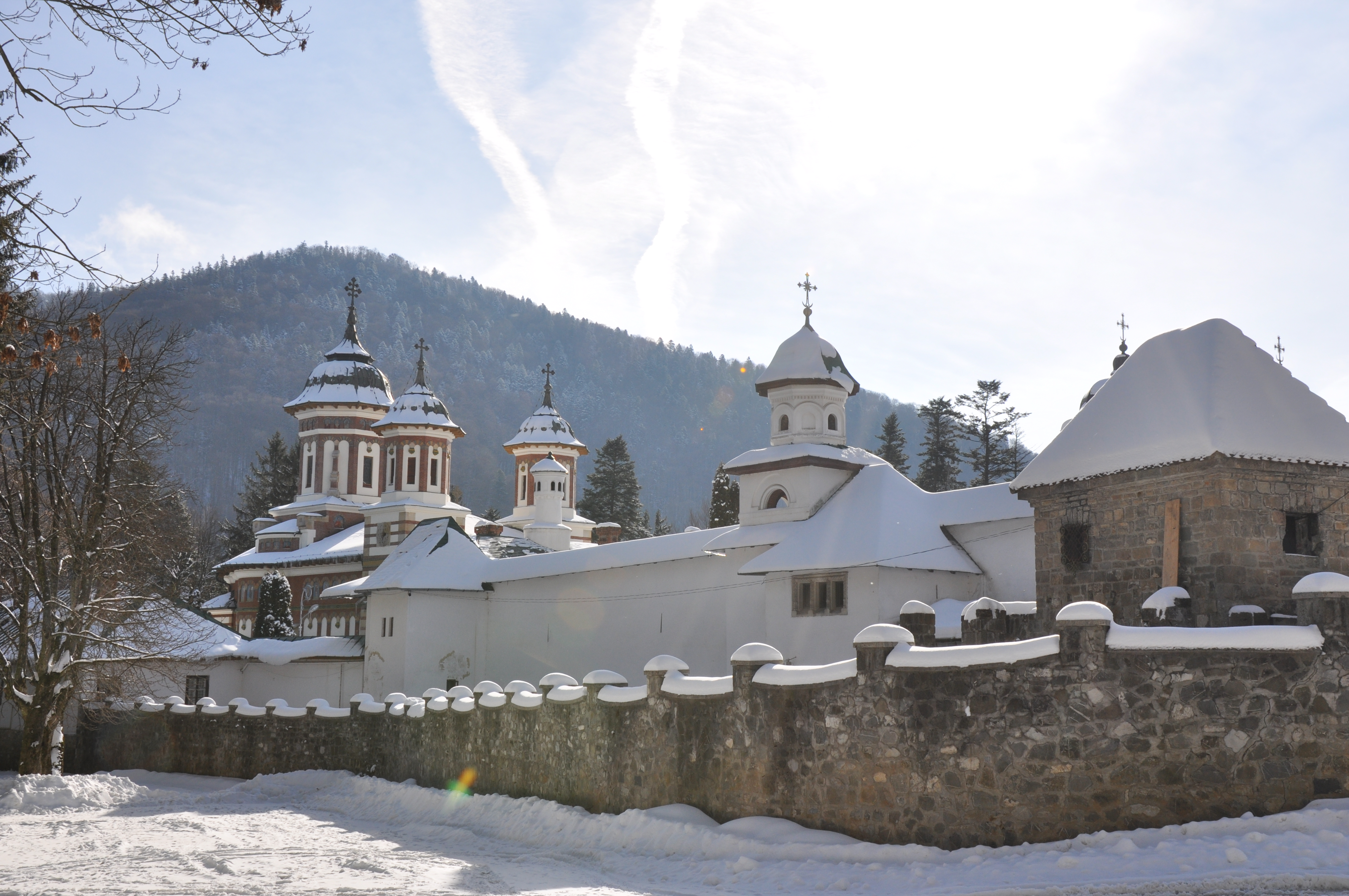
Monastère de Sinaia (2010).

En 1961, après un long exil à Bucarest, il est employé comme ouvrier peintre dans les ateliers de peinture « Les Sœurs Hermitage » de la Patriarchie Orthodoxe Roumanie participant aux services religieux uniquement en tant que chanteur de chorale. Retraité en 1968 et constamment surveillé par la Securitate, il se retire dans le petit monastère de Sinaia, ou il commencera à peindre l'église de la ville de Draganescu, dédiée à saint Nicolas, pour une période de 15 ans, aboutissant à ce qu’on appelle aujourd’hui la « Chapelle Sixtine » de l'Orthodoxie roumaine.
Décédé le 28 novembre 1989 dans le petit monastère de Sinaia, il est enterré, selon son désir, au monastère Prislop, le 4 décembre 1989. Bien qu'il n'ait pas encore été canonisé, il est considéré comme un saint, voire « le saint de la Transylvanie », et des milliers de pèlerins se rendent chaque année sur sa tombe.
Il sera canonisé courant 2025.

## Persecutions et martyre sous le communisme
Après la chute du régime communiste en décembre 1989 et la déclassification de plusieurs documents des Archives de la Securitate par la CNSAS (Conseil national pour l'étude des archives de la Securitate), un dossier très complexe, avec des centaines de pages, en six volumes, a été retrouvé sous le nom de Zian Boca. Les révélations de ces documents ont fait l’objet de trois livres qui décrivent très en détail les persécutions physiques et psychologiques que le père Arsenie Boca a dû souffrir pendant plus de 40 ans de sa vie,,.  
Le premier volume traite sur la persécution communiste dans la période 1943-1949. Arsenie Boca a été arrêté par les autorités communistes pour la première fois - par le zèle débordant du nouveau ministre des Cultes Constantin Burducea - à Râmnicu Vâlcea, le 17 juillet 1945 et libéré le 30 juillet 1945, car aucun blâme n'a été trouvé contre lui. Après avoir été gardé sous surveillance étroite pendant presque 3 ans, il a ensuite été arrêté à nouveau le 14 mai 1948 sous l’accusation de support contre des combattants anticommunistes dans les montagnes de Fagaras. Tant pour ces soupçons que pour sa notoriété parmi les croyants chrétiens, il fut torturé pendant un mois et demi, forcé de faire des déclarations répétées, puis libéré. La première note dans son dossier politique apparaît le 5 juin 1943, étant décrit comme un légionnaire fougueux soupçonné de faire partie du leadership clandestin légionnaire. La première déclaration autobiographique du père Arsenie Boca date de sa première arrestation à Râmnicu Vâlcea le 17 juillet 1945 (intégralement reproduite dans ce volume).  
Le deuxième livre  porte sur la période de persécutions alors qu’il était abbé au monastère de Prislop. En 1949, le père Arsenie Boca est décrit par les autorités communistes comme un fanatique religieux qui en s’attribuant le rôle de thaumaturge, vole aux paysans du temps précieux qu’ils auraient pu consacrer aux travaux agricoles et induit en erreur ces pauvres paysans. Il est défini comme un individu qui mène une propagande religieuse mystique. Selon le rapport du bureau de Securitate Deva de juillet 1950, il est considéré un ennemi actif du régime d'état actuel et de la classe ouvrière. Il fut donc arrêté à nouveau le 10 janvier 1951, sous l'accusation qu'en faisant partie du mouvement des légionnaires, à l'occasion des sermons qu'il a tenus dans l'église, il a incité la population à lutter contre le régime démocratique populaire. Après avoir été arrêté et conduit aux travaux forcés au canal, les faits et informations sur cette période sont extrêmement rares, les seuls détails de cette période étant fournis par les historiens George Enache et Adrian Nicolae Petcu.  Libéré le 19 mars 1952, après avoir terminé sa peine de prison, il retourne au monastère Prislop le 3 avril 1952, où il est en garde à vue par le régime politique. Arrêté à nouveau le 20 septembre 1955, sur un mandat délivré par le bureau du procureur militaire Timisoara, il est incarcéré jusqu’au 7 avril 1956 et fait le tour de plusieurs pénitenciers comme détenu politique (Timișoara, Jilava, Oradea). En étant toujours considéré un ennemi de l’État, par décision politique, en mai 1959 le père Arsenie Boca est retiré du monastère, le monastère de Prislop fermé et ses habitants ont été forcés de quitter le monachisme et de réintégrer la vie dans la société. Sans être excommunié, il lui est interdit de servir l’Église et même de porter son manteau de religieux.    
Le troisième volume  édifie les lecteurs sur la surveillance continue, le harcèlement et les calomnies inventées par le régime politique pour discréditer Arsenie Boca. Sans qu’il puisse exercer des services religieux, il était recherché par des milliers de personnes annuellement pour ses conseils spirituels. En raison de l’influence spirituelle qu’il exerçait sur le peuple, il fut considéré l’ennemi de l’État et surveillé jusqu’à ses derniers jours, comme en témoignent les nombreux rapports présents dans les dossiers à la Securitate.

## Vie Spirituelle
Dans son autobiographie, tel que décrit dans le rapport d'enquête lors de sa première arrestation en 1945, le père Arsenie Boca fait mention sur ses orientation vers la solitude, méditation et problèmes religieux dès son très jeune âge, ses premières repères spirituels lui étant donnés par le livre d'Emmanuel Kant sur la morale et l'idée du bien suprème, la foi et le Dieu, alors qu'il avait environ 10-11 ans. Très attiré par le coté mystique de la vie, il se dédie pendant ses études en théologie à l’analyse de la relation entre la vie spirituelle et biologique sous l’optique religieuse-mystique. Il se dédie à l'étude de la psychologie, caractériologie et graphologie, cherchant a approfondir et dechiffrer les secrets de l’âme.  
Lors de sa visite au mont Athos en Grèce en 1939 il fait son initiation dans l'expérience monastique ascétique contemplative, sur la concentration de l’attention sur l’objet de la prière, et pour la prévention de la distraction des pensées et de l’imagination pendant les prières. Ces apprentissages il les a mis en pratique dès son retour au pays et son ordination dans l’ordre sacré dans le but de restaurer l’orthodoxie monastique roumaine sur le bon chemin. Très sévère, sans aucun compromis dans ses prêches, le père Arsenie Boca prône le réveil spirituel en combattant les péchés par le mystère sacré de la confession. Dans tous ses enseignements, il soutenait toujours que l'humilité et la pureté de la vie sont les conditions ou, plus précisément, la condition inévitable du salut. Adepte de la perfection spirituelle, il encourage ses disciples dans cette direction, à la vie simple et à l’entraide du prochain par tous les moyens possibles à leur disposition. Plusieurs de ses apprentissages sont tirés de la Philocalie (qu'il a contribué à traduire ensemble avec son supérieur spirituel, le père Dumitru Stăniloae), prêchant l’atteinte de la perfection spirituelle par les étapes d’élévation de l’âme définies dans la Philocalie.

## LaPhilocalie
Il aide son supérieur, le père Dumitru Stăniloae (qui a été son professeur à Sibiu), à traduire la Philocalie. Il met à sa disposition les manuscrits rapportés de son voyage au mont Athos, relit les textes, dessine la couverture du livre et contribue à la publication de la collection en souscrivant à plusieurs abonnements.
Durant la première publication, le père Stăniloae Boca le nomme chef-lecteur de la Philocalie roumaine.

## Œuvres posthumes
- Arsenie Boca, Cărarea împărăţiei (Chemin au Royaume), Ed. Episcopiei Ortodoxe Romane a Aradului, 1995, Zamfira Constantinescu.
- Arsenie Boca, Lupta duhovnicească (Lutte spirituelle), Ed. Agaton, Fagaras, 2009, Ion Cismileanu.
- Arsenie Boca, Trepte spre vieţuirea în monahism (Etapes vers la vie monastique), Ed. Teognost, Cluj-Napoca, 2003.
- Arsenie Boca, Cuvinte vii (Mots vivants), Editura Charisma, Deva, 2006
- Arsenie Boca, Ridicarea casatoriei la rang de taina: indrumator duhovnicesc (Elever le mariage à la hauteur d'un mystère sacré-guide spirituel), Ed. Agaton, Fagaras, 2003
- Arsenie Boca, O viata inchinata Schimbarii noastre (Une vie dediée au changement de notre vie), Ed. Agathon, Fagaras, 2012, Natalia Corlean.

## Illustrations

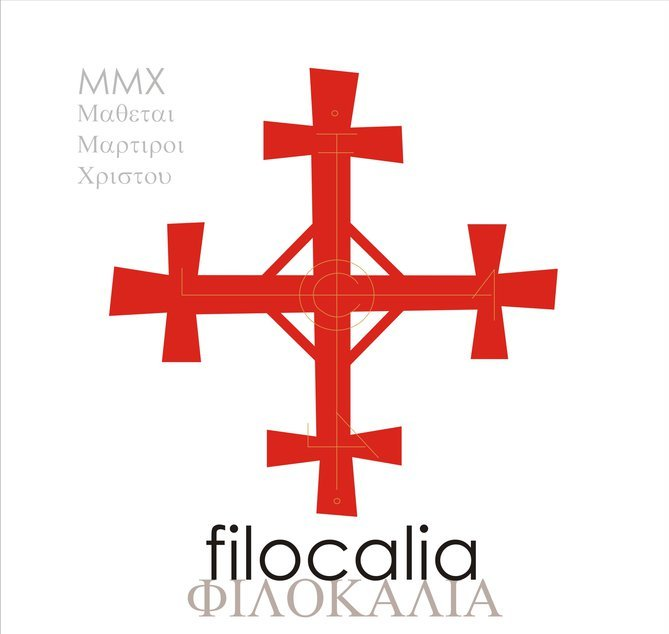
Couverture de la Philocalie dessinée par le père Boca
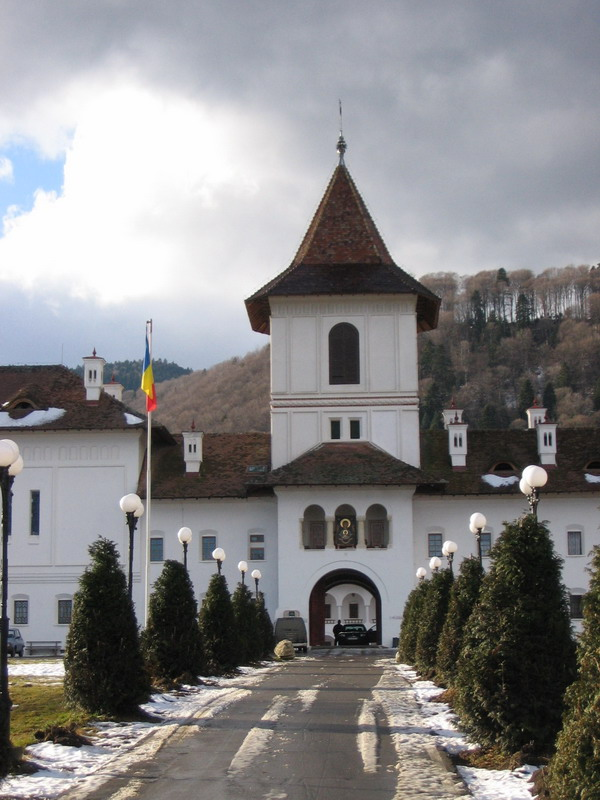
Le monastère de Brancoveanu de Sambata de Sus, où le père Boca était starets
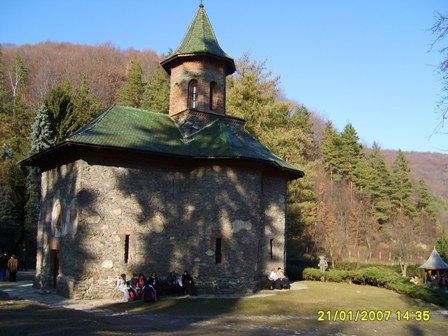
Le monastère Prislop (ro), ou le père Boca est enterré